# Gastroserica herzi
Gastroserica herzi är en skalbaggsart som beskrevs av Lucas Friedrich Julius Dominikus von Heyden 1887. Gastroserica herzi ingår i släktet Gastroserica och familjen Melolonthidae. Inga underarter finns listade i Catalogue of Life.